# Томилов, Алексей Романович
Алексей Романович Томилов (15 [26] сентября 1779, Санкт-Петербург — 23 апреля [5 мая] 1848, Старая Ладога, Санкт-Петербургская губерния) — русский ценитель искусства, благотворитель и коллекционер, один из создателей эстетической теории русского романтизма.
Устроитель на берегу Волхова у стен Староладожского монастыря усадьбы Успенское. Новоладожский уездный предводитель дворянства (1815—1818, 1821—1824, 1827—1830).

## Биография и семейные связи
Сын Романа Никифоровича Томилова (1729—1796, портрет) и Екатерины Яковлевны Шамшевой (1739—20.11.1807; умерла от горячки, портрет), по первому браку Ханыковой. Отец — военный инженер-топограф, сослуживец А. П. Ганнибала, присутствующий в канцелярии Главной артиллерии и фортификации (1781—1796), генерал-поручик, сенатор, удостоенный ордена Святого Владимира 2-й степени. Сестра по матери — Александра Ханыкова (1773—1842) была замужем за П. С. Ланским.
Восприемницей Алексея была императрица Екатерина II, которая повелела записать его в лейб-гвардии Конный полк, в этих списках он числился до двенадцатилетнего возраста. Жил с родителями в Петербурге в доме на Петербургской стороне, близ церкви Введения во храм Пресвятой Богородицы. В 1791 году произведён из гвардии поручиков в инженер капитаны и назначен адъютантом к своему отцу. В 1799 году руководил фортификационными работами в Кронштадте.
После смерти отца перешёл на гражданскую службу. С 1801 по 1808 год занимал должность письмоводителя в канцелярии Государственного совета (по части сухопутных и морских сил) и оставил службу в чине коллежского советника. В 1812 году Томилов в чине майора вступил в Ладожскую дружину ополчения, служил штаб-офицером в Санкт-Петербургском ополчении (5-я дружина); после получения тяжелого ранения в ногу под Полоцком уволился из ополчения (20 мая 1814).
В дальнейшем жизнь Томилова была тесно связана с искусством, коллекционированию и меценатству он посвятил более полувека. Возможно, на его выбор повлиял учитель, старейший друг дома Иван Петрович Штрем (1727—1806), знаток и ценитель искусства; под его руководством Алексей получил домашнее образование.
Жена (с 1803 года) — Варвара Андреевна Мельгунова (18.04.1784—04.01.1823), племянница екатерининского вельможи; дочь предводителя дворянства Олонецкой губернии Андрея Петровича Мельгунова (1741—1792) от его брака с Екатериной Алексеевной Барыковой (1757—1820). Её приданое превратило Томилова в одного из крупных помещиков-землевладельцев Приладожья.
Дети Томилова: Екатерина (04.02.1807—28.01.1835), 10 февраля 1832 года венчалась в Преображенском соборе с поручиком Иваном Васильевичем Аничковым, умерла от чахотки, похоронена в Староладожском Успенском монастыре; Роман (1812—1864), статский советник, чиновник особых поручений при Почтовом департаменте, новоладожский уездный предводитель дворянства; Николай (1814—1858), гвардии полковник, женат (с 25 апреля 1854 года) на Екатерине Михайловне Козловской (1831— ?); Александра (12.10.1815—1878), в замужестве за В. М. Шварцем.

## Коллекционирование и меценатство
Служение искусству стало главным делом всей жизни Алексея Романовича Томилова. Он коллекционировал живописные, графические работы русских и западноевропейских мастеров, скульптуру, иконопись, общее число работ в его коллекции превышало 6000. Её украшением, кроме почти полного собрания гравюр Рембрандта (334 оттиска), были работы знаменитейших граверов: Иоганна Георга Вилле, Жана Жозефа Балешу, Древе (Старшего и Младшего), Жана Долле, Георга Фридриха Шмидта и других. Томилов и сам увлекался гравированием, но его работы (в том числе живописные) как самобытного художника, стали известны только в начале 2000-х годов.
Томилов состоял членом основных художественных обществ России: почётный вольный общник Императорской академии художеств, почётный член Общества поощрения художников, член Императорского Вольного экономического общества.
Будучи крупнейшим помещиком Приладожья, умело хозяйствуя, Томилов тратил большую часть своих доходов на приобретение произведений искусства. Его петербургский дом и усадьба Успенское на берегу Волхова были широко известны людям культуры и искусства того времени. Со временем усадьба Успенское стала, по выражению художников, своеобразной «томиловской меккой», тем местом, куда они могли приехать и всегда встретить самый радушный прием, могли знакомиться с художественным собранием и работать в богатейшей его библиотеке.
Личность Алексея Романовича привлекала многих, впоследствии именитых художников, скульпторов, архитекторов. Он создавал вокруг себя особую нравственную атмосферу, ту среду, в которой замечательно работалось многим творцам. В разные годы у него бывали художники И. К. Айвазовский, И. П. Аргунов, В. Л. Боровиковский, А. Г. Варнек, А. Г. Венецианов, А. Н. Воронихин, П. Е. Заболотский, А. Е. Егоров, И. А. Иванов, О. А. Кипренский, Л. Ф. Лагорио, А. О. Орловский, А. А. Попов, К. Я. Рейхель, В. Я. Родчев, Ф. С. Рокотов, Н. И. Тихобразов, Ж.-Ф. Тома де Томон, В. А. Тропинин, А. Ф. Чернышев, В. И. Штернберг и другие. Для художников Алексей Романович Томилов был и покровителем-меценатом, и настоящим другом-наставником. Отечески он опекал молодых художников (Иван Айвазовский, Петр Заболотский, Лев Лагорио, Алексей Чернышев и другие).
В 1830-е годы летние месяцы в Успенском проводил начинающий художник Иван Айвазовский. Здесь он создал такие работы, как «Крестьянский двор» (середина 1830-х годов), «Вид Старой Ладоги» (1835), «Вид Ладожской крепости» (1840) и другие. Рисунок на библейский сюжет «Предательство Иуды» (1834) художник подарил Томилову. С годами его благодарность Алексею Романовичу только росла, поскольку, как замечал художник в одном из своих писем, «чем более я в свете, тем более чувствую людей редких».
Алексей Чернышев пользовался покровительством царской семьи, он учил рисованию их детей. В его судьбе большую роль сыграл В. А. Перовский, родственник и друг семьи петербургских Толстых. Семейство петербургских Толстых — частые гости в Успенском. Двоюродная тетка Л. Н. Толстого и его задушевный друг — Александра Андреевна Толстая (1817—1904) находилась в родстве с Томиловыми по линии своей матери, Прасковьи Васильевны Толстой, урожденной Барыковой (1796—1879).
На картине «Отъезд» (1850), одной из интереснейших работ А. Ф. Чернышева, запечатлены события, которые развернулись в Успенском: во дворе усадьбы происходит прощание семейства с уезжающим в столицу сыном-офицером. Благодаря поддержке Томилова сын обедневшего тихвинского мещанина Петр Заболотский стал вольнослушателем Академии художеств. Много работ художник посвятил Успенскому, его обитателям, например: «Вид Старой Ладоги» (1833), «В имении А. Р. Томилова» (1822); «После жатвы» (1822); «Гостиная комната А. Р. Томилова» (1833) и др.
Помощь Томилову в собирании художественной коллекции оказывал Илларион Никитич Философов, родственник Томиловых, генерал-майор и герой войны 1812 года, он жил по соседству в имении Загвоздье (на правом берегу Волхова). В семье Философовых также часто бывали люди искусства.
Помогая художникам, Алексей Романович не забывал о своих крестьянах. Он следил за тем, чтобы их не притесняли, сам не обременял поборами, жителям окрестных селений помогал строиться (из кирпича). Томилов, шедрый благотворитель и попечитель, никогда не отказывал в помощи Староладожскому Успенскому монастырю; по его инициативе в уезде возводились храмы, он помогал в их восстановлении.

## Теория прекрасного
Алексей Романович Томилов — один из создателей эстетической теории русского искусства. Отдельные фрагменты работы «Мысли по живописи» появились в журнале «Старые годы» (1916); позднее с этими заметками познакомили читателей исследователи Г. Г. Поспелов и Т. В. Алексеева. По словам последней, заметки «отражают не только знаменательные ростки нового в русской эстетической мысли этого времени, да и в самом искусстве, но и следы мировосприятия одного из просвещенных и тонких русских людей. Это мировосприятие было неразлучно с совестливостью, острым ощущением несправедливости и фальши в общественной жизни, поисками большей человечности в отношениях между людьми.»
Высшая цель живописи, по мысли Томилова, заключает в себе следующее: «…успех в передаче другим тех выгодных чувств или ощущений, какие предмет, художником избранный, над ним произвести может. Эта цель составляет поэтическую часть живописи и всякого изящного художества, без которой живопись мертва, холодна, суха <…>. Поэзия есть душа всего изящного.» Для Томилова «прекрасное исполнение простого и неважного предмета» было всегда предпочтительнее «посредственного исполнения предмета сложного, возвышенного». А в его любимой поговорке наличествовали такие слова: «не что, а как».

## Судьба коллекции и усадьбы. Наследники
После кончины Томилова наследником стал сын, Роман Алексеевич Томилов (1812—1864). Его супругой была Ольга Александровна Томилова, урожденная Энгельгардт (1822—1894), фрейлина и воспитательница великой княжны Веры Константиновны, кавалерственная дама, она возглавляла Смольный институт благородных девиц с 1874 по 1886 год. В Смольном институте Ольга Александровна преподавала историю искусств; своих учениц она часто приглашала в Успенское, где знакомила с художественным собранием и богатой домашней библиотекой.
Дальнейшая судьба коллекции Томилова связана с его младшей дочерью Александрой (1815—1878) и ее потомками. Александра Алексеевна Томилова вышла замуж за генерал-адъютанта, генерала от артиллерии Владимира Шварца (1808—1872). Их младшая дочь, Александра (1848—1926), фрейлина двора, общественная деятельница и благотворительница; стала (1895) последней владелицей усадьбы Успенское; в первом браке за В. С. Адамовым, овдовев, вышла замуж за своего дальнего родственника Е. Г. Шварца.
Евгений Григорьевич Шварц (1843—1932?) — действительный статский советник, камергер, новоладожский уездный предводитель дворянства, коллекционер, действительный член Императорской Академии художеств (с 1905 года), председатель Санкт-Петербургского отдела Камчатского Православного Братства, почетный опекун Опекунского Совета учреждений императрицы Марии, общественный деятель и благотворитель.
Евгений Григорьевич и Александра Владимировна сотрудничали со многими деятелями искусства (А. Н. Бенуа, барон Н. Н. Врангель, С. П. Дягилев, С. Р. Эрнст и другие), популяризировали (участием в выставках) фамильное собрание, открыли и напечатали семейные архивы. Супруги Шварцы старались сохранять коллекцию А. Р. Томилова, хотя отдельные произведения уже продавались. Среди их приобретений и дарений — произведения П. Е. Заболотского, Б. М. Кустодиева, И. Е. Репина, рисунки и этюды В. М. Максимова, Ф. А. Моллера и другие. Евгений Григорьевич Шварц сохранил наследие своего брата, рано умершего Вячеслава Григорьевича Шварца, исторического живописца. О собрании Томиловых-Шварц подробно писал искусствовед С. Н. Эрнст (1894—1980).
В 1917—1918 годах Евгений Григорьевич Шварц занимался передачей художественной коллекции Русскому музею. Были оговорены условия ее хранения: срок истекал 1 ноября 1919 года. Однако конфискация земель, проводимая новой властью, затронула и усадьбу Успенское. В 1920 году произведения искусства (несколько тысяч единиц хранения), переданные Шварцем, поступили на постоянное хранение и стали частью фондов Русского музея. Позднее, ряд произведений музей передал в Эрмитаж и другие собрания страны. Предпринятые Е. Г. Шварцем в 1927—1928 годах попытки вернуть хотя бы часть собрания, домашних вещей не увенчались успехом.
28 марта 1931 года, согласно решению, принятому на заседании тройки Волховского райисполкома (по выселению кулацких хозяйств из пределов Волховского района), Евгений Григорьевич Шварц был выслан из Старой Ладоги вместе с другими жителями. В далекой якутской ссылке Евгений Григорьевич и дочь Александра, которая его сопровождала, погибли.
В усадьбе Успенское старый господский деревянный дом А. Р. Томилова сгорел в 1928 году. После революционных событий и конфискации усадьбы в том доме размещался театр им. А. М. Горького, а также библиотека, основу которой составляли книги, собранные Томиловыми и Шварцами. Другой усадебный дом, каменный дом Томиловых-Шварцев, занимали позднее разные учреждения (детский дом, следственный изолятор, школа). В настоящее время этот дом входит в состав объекта культурного наследия регионального значения «Комплекс построек бывшей усадьбы Успенское»; в доме располагаются фонды Староладожского историко-архитектурного и археологического музея-заповедника.
На территории возрожденного Староладожского Успенского монастыря сохранился (частично) надгробный памятник Томиловым, Роману Алексеевичу и Ольге Александровне (сыну и невестке А. Р. Томилова). Захоронение Алексея Романовича Томилова утрачено.
На последней странице книги В. Ф. Игнатенко, старейшего научного сотрудника музея-заповедника, есть такие слова, пожелания: «Возродить бывшую усадьбу Успенское — одна из благороднейших задач жителей Старой Ладоги, дань уважения к ее бывшим насельникам.»